# (38148) 1999 JU62
1999 JU62 (asteroide 38148) é um asteroide da cintura principal. Possui uma excentricidade de 0.08252350 e uma inclinação de 4.09615º.
Este asteroide foi descoberto no dia 10 de maio de 1999 por LINEAR em Socorro.